# Filmjahr 1927
Liste der Filmjahre

◄◄ | ◄ | 1923 | 1924 | 1925 | 1926 | Filmjahr 1927 | 1928 | 1929 | 1930 | 1931 | ► | ►►

Weitere Ereignisse

## Ereignisse
- 10. Januar: Metropolis von Fritz Lang, der erste Science-Fiction-Film in Spielfilmlänge, hat seine Uraufführung. Nach schwachem kommerziellen Erfolg entwickelt sich dieser Film in den folgenden Jahrzehnten zu einem der visuell einflussreichsten Werke der Filmgeschichte. Im Jahr 2001 wird er in die Liste des Weltdokumentenerbes der UNESCO aufgenommen.
- 5. Februar: Buster Keatons epische Stummfilmkomödie The General (Der General) wird in den USA landesweit veröffentlicht. Die längste und teuerste Buster-Keaton-Produktion erhält überwiegend negative Kritiken und bringt das Ende für Keatons künstlerische Unabhängigkeit.
- 14. Februar: Der Stummfilm The Lodger (Der Mieter) mit Ivor Novello in der Titelrolle hat seine Uraufführung in London. Regisseur Alfred Hitchcock wird den Spielfilm später als „ersten echten Hitchcock-Film“ bezeichnen.
- 27. Februar: Grauman’s Chinese Theatre wird mit der Uraufführung von Cecil B. DeMilles König der Könige eröffnet.
- 11. März: Das Roxy Theatre eröffnet in New York. Mit 6.214 Sitzplätze gilt es als das größte Kino der Welt.
- 7. April: Abel Gances Stummfilm Napoleon, das oft als Gances bekanntestes und größtes Meisterwerk gilt, wird (in einer gekürzten Fassung) an der Pariser Opéra uraufgeführt und demonstriert Techniken und Geräte, die in den Folgejahren nicht wiederbelebt werden, wie Handkameras und Polyvision (das erste Breitbild-Projektionsformat).
- 30. April: Mary Pickford und Douglas Fairbanks senior verewigen sich als erste Filmgrößen mit ihren Abdrücken im Boden von Grauman’s Chinese Theatre in Hollywood.
- 4. Mai: 36 Personen gründen in Hollywood die Academy of Motion Picture Arts and Sciences mit dem Zweck, sich für den Fortschritt im Bereich der Filmwirtschaft einzusetzen. Erster Präsident der gemeinnützigen Vereinigung, die ab 1929 die als „Oscars“ bekannt werdenden Filmpreise vergeben wird, wird Douglas Fairbanks.

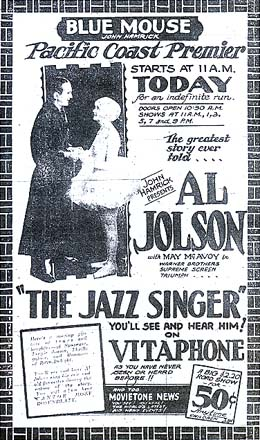
Filmplakat für The Jazz Singer

- 6. Oktober: The Jazz Singer hat Premiere. Der Film gilt als erster Tonfilm der Filmgeschichte, obwohl es bereits früher zahlreiche Experimente mit Vertonungen von Filmen gegeben hat.

### Erfolgreichste Filme
Die zehn erfolgreichsten Filme an den US-amerikanischen Kinokassen nach Einspielergebnis.
| Platz | Filmtitel                            | Einspielergebnis in US-Dollar |       |
| ----- | ------------------------------------ | ----------------------------- | ----- |
| 1.    | The King of Kings                    | 2.641.687                     | [ 1 ] |
| 2.    | The Jazz Singer                      | 1.974.000                     | [ 2 ] |
| 3.    | 7th Heaven                           | 1.750.000                     | [ 3 ] |
| 4.    | The Gaucho                           | 1.400.000                     | [ 4 ] |
| 5.    | The Patent Leather Kid               | 1.200.000                     | [ 3 ] |
| 6.    | Wings                                | 1.100.000                     | [ 5 ] |
| 7.    | Love                                 | 946.000                       | [ 6 ] |
| 8.    | The Student Prince in Old Heidelberg | 894.000                       | [ 6 ] |
| 9.    | When a Man Loves                     | 732.000                       | [ 2 ] |
| 10.   | London After Midnight                | 721.000                       | [ 6 ] |

### Filmpreise und Auszeichnungen
- Photoplay Award: Das Glück in der Mansarde von Frank Borzage

## Geboren

### Januar / Februar

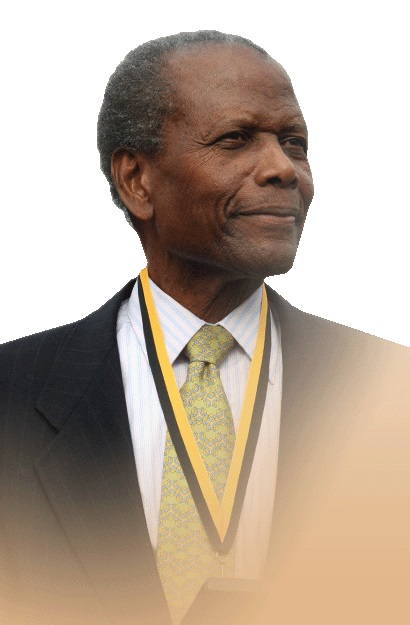
Sidney Poitier (* 20. Februar)

- 04. Januar: Barbara Rush, US-amerikanische Schauspielerin († 2024)
- 15. Januar: Phyllis Coates, US-amerikanische Schauspielerin († 2023)
- 19. Januar: Lisa Lu, US-amerikanische Schauspielerin
- 24. Januar: Marvin Kaplan, US-amerikanischer Schauspieler († 2016)
- 25. Januar: Gregg Palmer, US-amerikanischer Schauspieler († 2015)
- 26. Januar: Erni Mangold, österreichische Schauspielerin und Regisseurin
- 28. Januar: Hiroshi Teshigahara, japanischer Regisseur († 2001)
- 28. Januar: Per Oscarsson, schwedischer Schauspieler († 2010)

- 03. Februar: Kenneth Anger, US-amerikanischer Underground-Filmemacher († 2023)
- 04. Februar: Arthur Cohn, schweizerischer Produzent
- 11. Februar: Dieter Eppler, deutscher Schauspieler († 2008)
- 11. Februar: Gerhard Respondek, deutscher Drehbuchautor und Regisseur († 2001)
- 11. Februar: Jochen Schröder, deutscher Schauspieler und Synchronsprecher († 2023)
- 16. Februar: June Brown, britische Schauspielerin († 2022)
- 18. Februar: Rik Battaglia, italienischer Schauspieler († 2015)
- 20. Februar: Sidney Poitier, US-amerikanischer Schauspieler († 2022)
- 24. Februar: Emmanuelle Riva, französische Schauspielerin († 2017)
- 25. Februar: Dick Jones, US-amerikanischer Schauspieler und Sprecher († 2014)
- 28. Februar: Hanns Eckelkamp, deutscher Filmkaufmann und -produzent († 2021)

### März / April

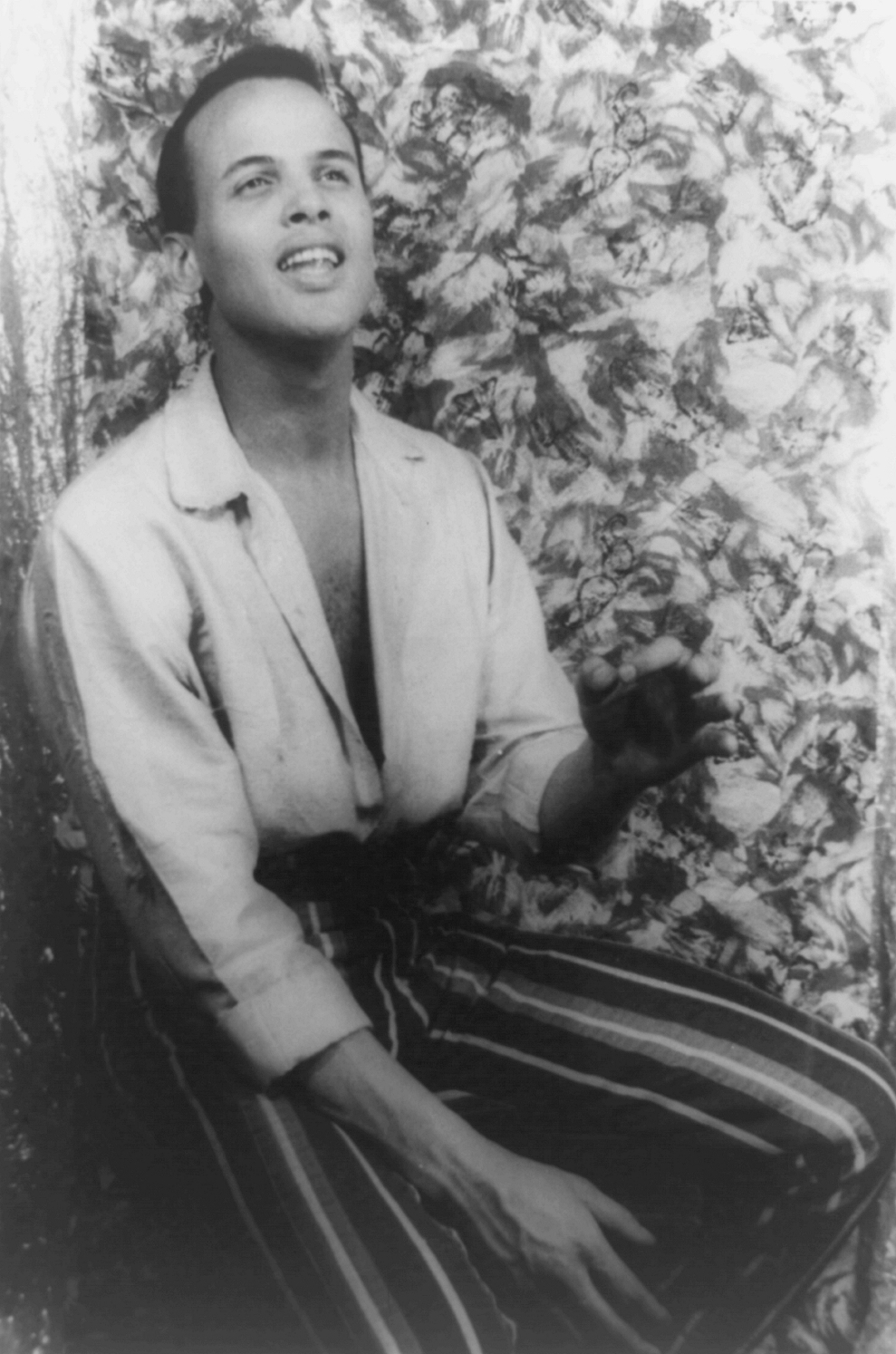
Harry Belafonte (* 1. März)

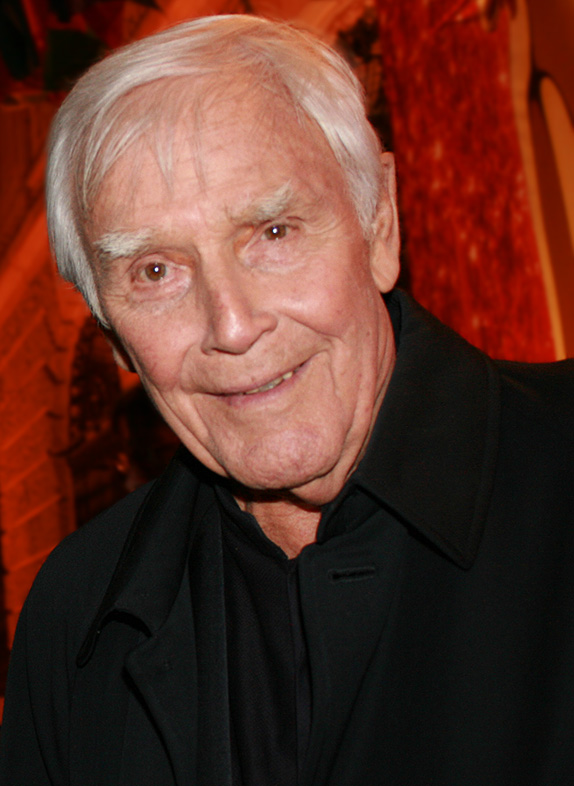
Joachim Fuchsberger (* 11. März)

- 01. März: Harry Belafonte, US-amerikanischer Sänger und Schauspieler († 2023)
- 01. März: Claude Gensac, französische Schauspielerin († 2016)
- 07. März: Jean Badal, ungarischer Kameramann († 2015)
- 07. März: James Broderick, US-amerikanischer Schauspieler († 1982)
- 10. März: Dora van der Groen, belgische Schauspielerin und Regisseurin († 2015)
- 11. März: Joachim Fuchsberger, deutscher Schauspieler († 2014)
- 14. März: Wolfgang Grönebaum, deutscher Schauspieler und Off-Sprecher († 1998)
- 16. März: Jean Rabier, französischer Kameramann († 2016)
- 20. März: Luis Barboo, spanischer Schauspieler († 2001)
- 24. März: Carmen-Renate Köper, deutsche Schauspielerin, Drehbuchautorin und Filmemacherin († 2024)
- 25. März: Sylvia Anderson, britische Regisseurin, Produzentin und Synchronsprecherin († 2016)
- 25. März: Herbert Fux, österreichischer Schauspieler († 2007)
- 28. März: Thorkild Demuth, dänischer Schauspieler und Regisseur († 2017)
- 29. März: Sam Spence, US-amerikanischer Komponist († 2016)
- 30. März: Egon Günther, deutscher Regisseur († 2017)
- 31. März: William Daniels, US-amerikanischer Schauspieler

- 01. April: Thomas Holtzmann, deutscher Schauspieler († 2013)
- 02. April: Rita Gam, US-amerikanische Schauspielerin († 2016)
- 04. April: Monique Chaumette, französische Schauspielerin
- 05. April: Ida Krottendorf, österreichische Schauspielerin († 1998)
- 10. April: Piero Tosi, italienischer Kostümbildner († 2019)
- 12. April: Alvin Sargent, US-amerikanischer Drehbuchautor († 2019)
- 13. April: Maurice Ronet, französischer Schauspieler und Regisseur († 1983)
- 13. April: Ursula Schmenger, deutsche Regisseurin und Drehbuchautorin
- 14. April: Victor J. Kemper, US-amerikanischer Kameramann († 2023)
- 16. April: Edie Adams, US-amerikanische Schauspielerin († 2008)
- 16. April: Peter Mark Richman, US-amerikanischer Schauspieler († 2021)
- 16. April: Rolf Schult, deutscher Schauspieler und Synchronsprecher († 2013)
- 19. April: Cora Sue Collins, US-amerikanische  Kinderdarstellerin († 2025)
- 25. April: Rosemarie Fendel, deutsche Schauspielerin und Synchronsprecherin († 2013)
- 25. April: Hans Lucke, deutscher Schauspieler, Autor und Regisseur († 2017)

### Mai / Juni

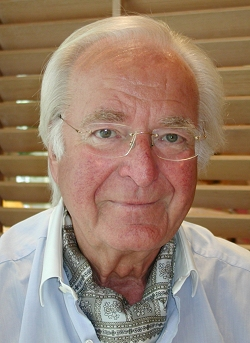
Martin Böttcher (* 17. Juni)

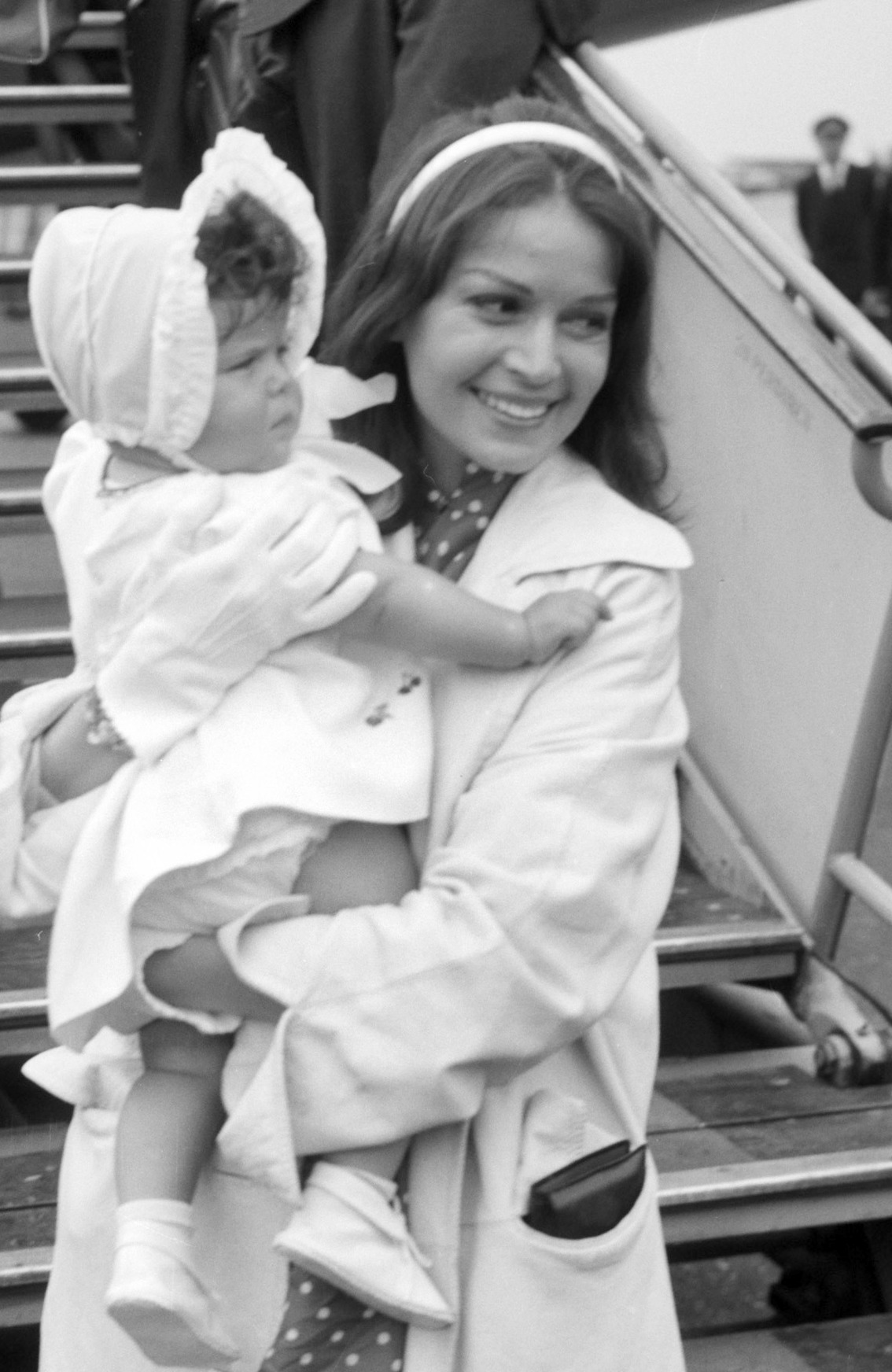
Eva Bartok (* 18. Juni)

- 01. Mai: Laura Betti, italienische Schauspielerin († 2004)
- 01. Mai: Morio Kita, japanischer Schriftsteller und Drehbuchautor († 2011)
- 07. Mai: Ruth Prawer Jhabvala, britische Drehbuchautorin († 2013)
- 13. Mai: Herbert Ross, US-amerikanischer Regisseur († 2001)
- 17. Mai: Luigi Scattini, italienischer Regisseur († 2010)
- 19. Mai: Ferdinando Baldi, italienischer Regisseur († 2007)
- 20. Mai: David Hedison, US-amerikanischer Schauspieler († 2019)
- 21. Mai: Kay Kendall, britische Schauspielerin († 1959)
- 22. Mai: Michael Constantine, US-amerikanischer Schauspieler († 2021)
- 22. Juni: Horst Keitel, deutscher Schauspieler und Synchronsprecher († 2015)
- 26. Mai: Antonio Prieto, chilenischer Sänger und Schauspieler († 2011)
- 29. Mai: Thanasis Vengos, griechischer Schauspieler und Regisseur († 2011)
- 30. Mai: Clint Walker, US-amerikanischer Schauspieler († 2018)

- 02. Juni: Thomas Hill, US-amerikanischer Schauspieler († 2009)
- 04. Juni: Henning Carlsen, dänischer Regisseur, Produzent, Drehbuchautor und Filmeditor († 2014)
- 04. Juni: Ken Clark, US-amerikanischer Schauspieler († 2009)
- 04. Juni: André van den Heuvel, niederländischer Schauspieler und Regisseur († 2016)
- 09. Juni: Waltraut Haas, österreichische Schauspielerin († 2025)
- 10. Juni: José Luis Merino, spanischer Regisseur und Drehbuchautor († 2019)
- 16. Juni: Paul Hammerich, dänischer Drehbuchautor († 1992)
- 16. Juni: Charles Jarrott, britisch-kanadischer Regisseur († 2011)
- 17. Juni: Martin Böttcher, deutscher Komponist, Dirigent und Arrangeur († 2019)
- 18. Juni: Eva Bartok, ungarische Schauspielerin († 1998)
- 23. Juni: Bob Fosse, US-amerikanischer Regisseur († 1987)
- 23. Juni: Utz Richter, deutscher Schauspieler und Synchronsprecher († 2015)
- 23. Juni: Rolf Alexander Wilhelm, deutscher Komponist († 2013)
- 26. Juni: Jerry Schatzberg, US-amerikanischer Regisseur
- 30. Juni: Pat McCormick, US-amerikanischer Schauspieler und Comedy-Autor († 2005)

### Juli / August
- 03. Juli: Ken Russell, britischer Regisseur († 2011)

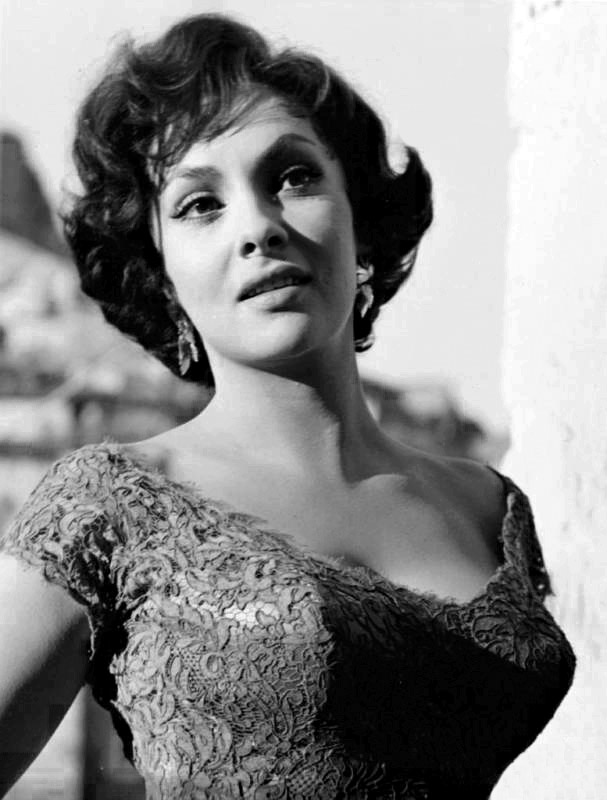
Gina Lollobrigida (* 4. Juli)

- 04. Juli: Gina Lollobrigida, italienische Schauspielerin († 2023)
- 04. Juli: Neil Simon, US-amerikanischer Dramatiker und Drehbuchautor († 2018)

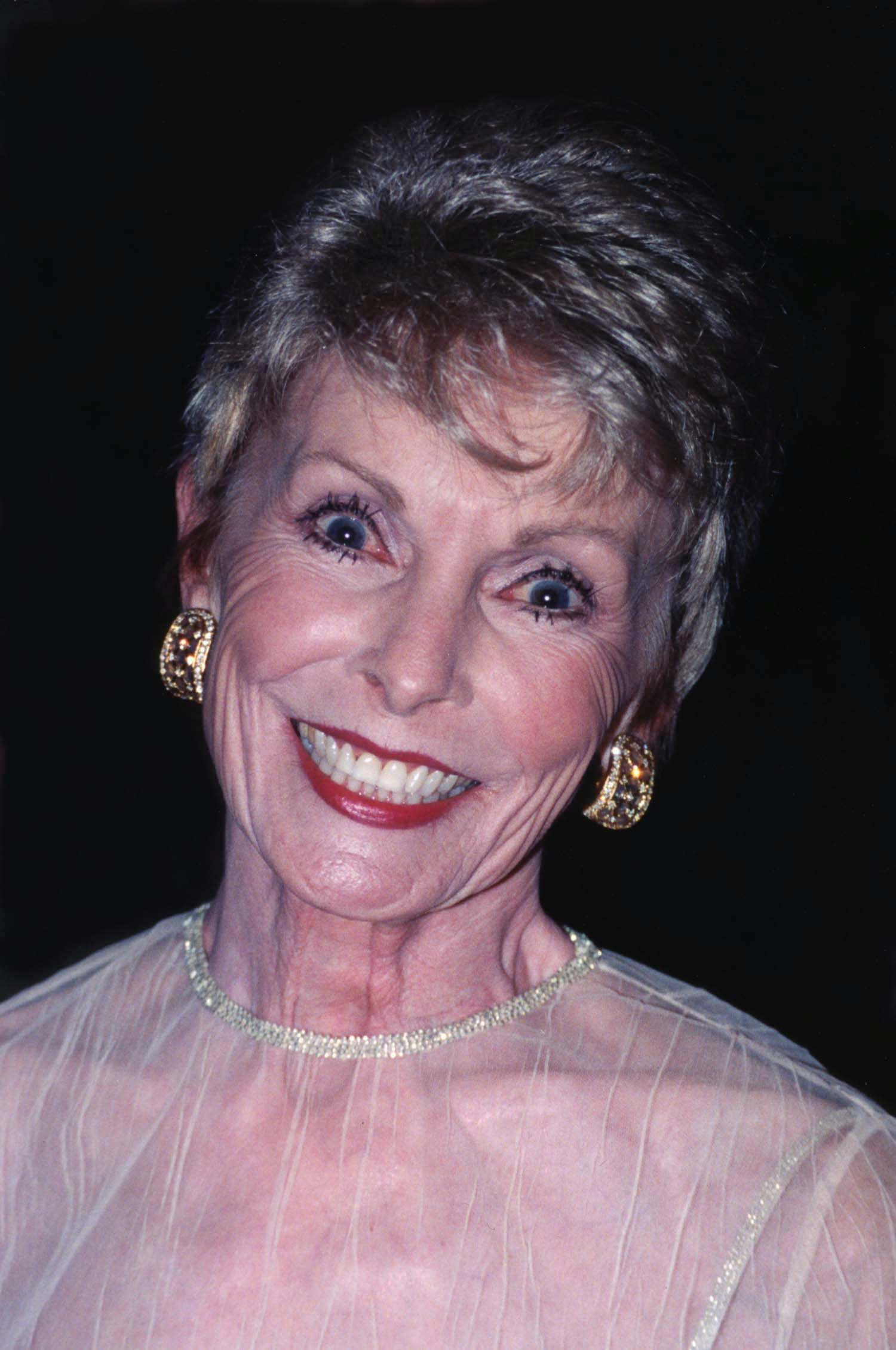
Janet Leigh (* 6. Juli)

- 06. Juli: Janet Leigh, US-amerikanische Schauspielerin († 2004)
- 10. Juli: William Smithers, US-amerikanischer Schauspieler
- 15. Juli: Joe Turkel, US-amerikanischer Schauspieler († 2022)
- 16. Juli: Lothar Blumhagen, deutscher Schauspieler und Synchronsprecher († 2023)
- 20. Juli: Heather Chasen, britische Schauspielerin († 2020)
- 21. Juli: Michael Janisch, österreichischer Schauspieler († 2004)
- 22. Juli: Pierre Granier-Deferre, französischer Regisseur († 2007)
- 23. Juli: Gérard Brach, französischer Drehbuchautor († 2006)
- 28. Juli: Tadeusz Łomnicki, polnischer Schauspieler († 1992)
- 30. Juli: Richard Johnson, britischer Schauspieler und Produzent († 2015)
- 31. Juli: Tony Thomas, britisch-US-amerikanischer Filmhistoriker und Produzent († 1997)

- 03. August: Elliot Silverstein, US-amerikanischer Regisseur und Produzent († 2023)
- 06. August: Inga Landgré, schwedische Schauspielerin († 2023)
- 09. August: Robert Shaw, britischer Schauspieler († 1978)
- 11. August: Stuart Rosenberg, US-amerikanischer Regisseur († 2007)
- 17. August: Jacques Herlin, französischer Schauspieler († 2014)
- 18. August: Howard Dayton, US-amerikanischer Schauspieler († 2009)
- 19. August: L. Q. Jones, US-amerikanischer Schauspieler († 2022)
- 23. August: Walter Giller, deutscher Schauspieler († 2011)
- 23. August: Peter Wyngarde, britischer Schauspieler († 2018)
- 28. August: Claudio Brook, mexikanischer Schauspieler († 1995)

### September / Oktober

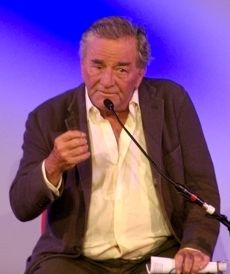
Peter Falk (* 16. September)

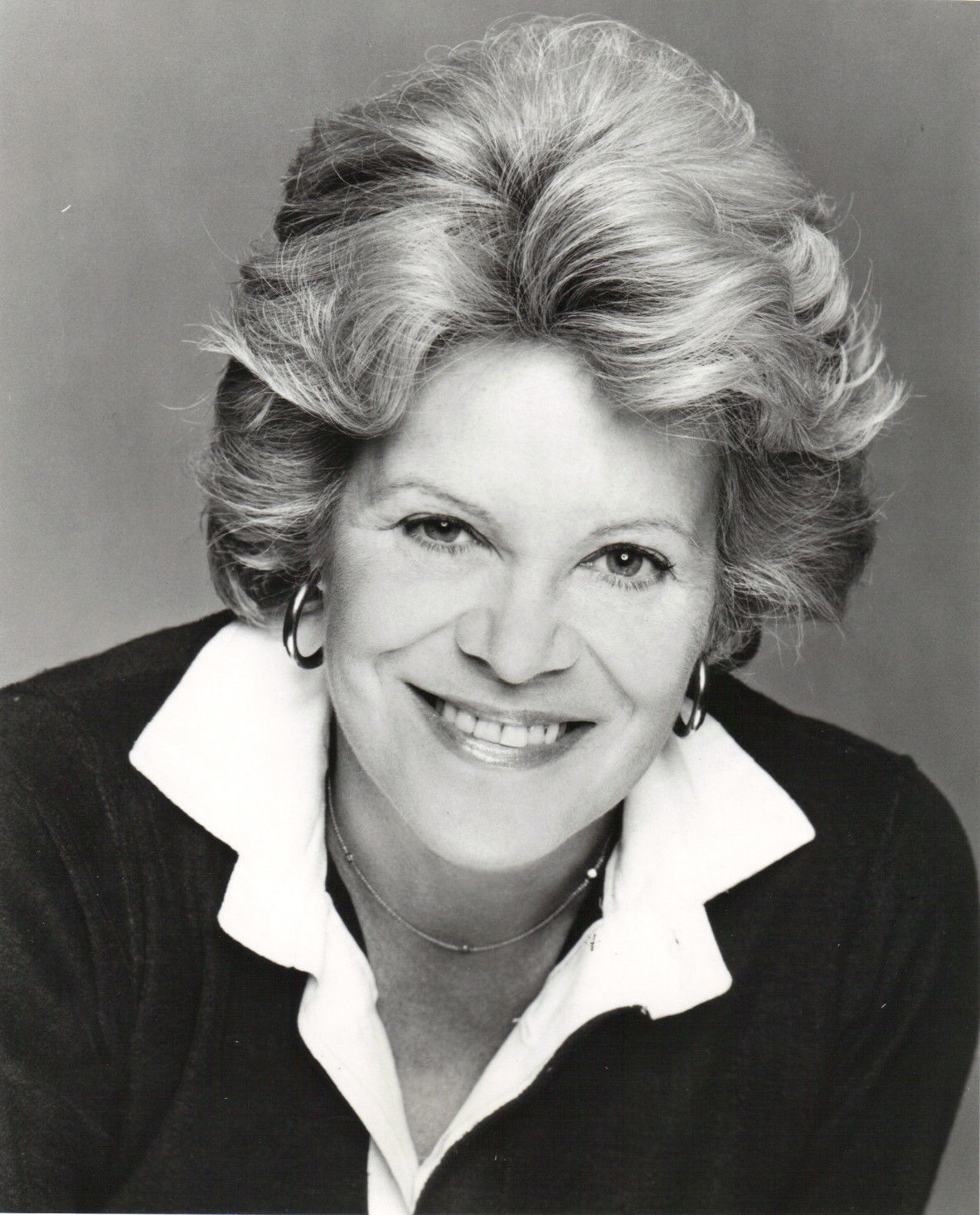
Rachel Roberts (* 20. September)

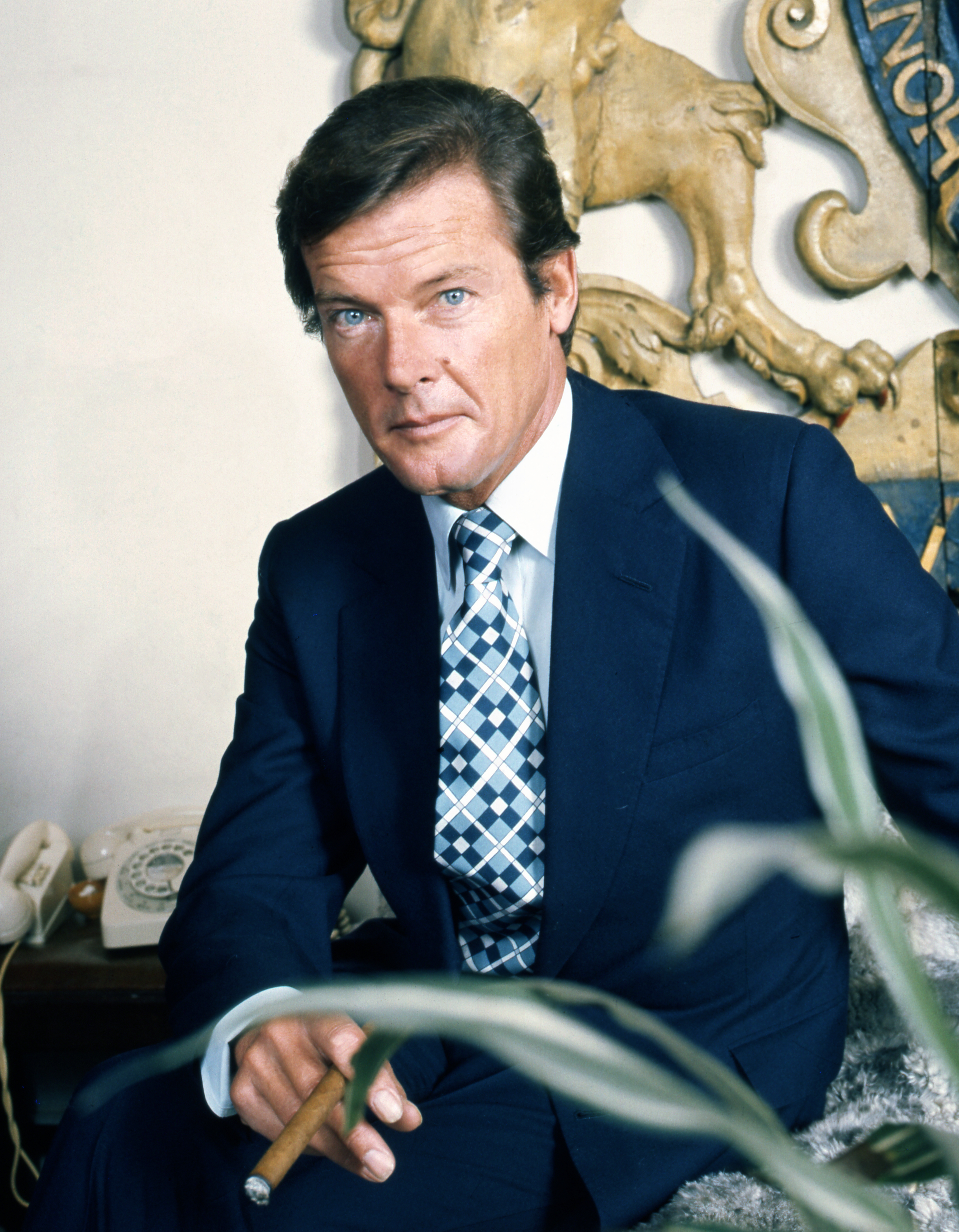
Roger Moore (* 14. Oktober)

- 02. September: Francis Matthews, britischer Schauspieler († 2014)
- 09. September: Penelope Houston, britische Kritikerin († 2015)
- 10. September: Johnny Keating, britischer Komponist († 2015)
- 12. September: Gianna Maria Canale, italienische Schauspielerin († 2009)
- 12. September: Freddie Jones, britischer Schauspieler († 2019)
- 16. September: Peter Falk, US-amerikanischer Schauspieler († 2011)
- 19. September: Rosemary Harris, britische Schauspielerin
- 19. September: William Hickey, US-amerikanischer Schauspieler († 1997)
- 20. September: Rachel Roberts, britische Schauspielerin († 1980)
- 20. September: Katharina Tüschen, deutsche Schauspielerin († 2012)
- 28. September: Alan Bridges, britischer Regisseur († 2013)

- 01. Oktober: Tom Bosley, US-amerikanischer Schauspieler († 2010)
- 03. Oktober: Luigi Kuveiller, italienischer Kameramann († 2013)
- 14. Oktober: Roger Moore, britischer Schauspieler († 2017)
- 15. Oktober: Siegfried Hartmann, deutscher Filmregisseur und Drehbuchautor († 2025)
- 16. Oktober: Eileen Ryan, US-amerikanische Schauspielerin († 2022)
- 17. Oktober: Wolf Koenig, kanadischer Dokumentarfilmer († 2014)
- 18. Oktober: George C. Scott, US-amerikanischer Schauspieler († 1999)
- 21. Oktober: Howard Zieff, US-amerikanischer Regisseur († 2009)
- 23. Oktober: Tonino Ricci, italienischer Regisseur und Drehbuchautor († 2014)
- 24. Oktober: John Winston, britischer Schauspieler († 2019)

### November / Dezember

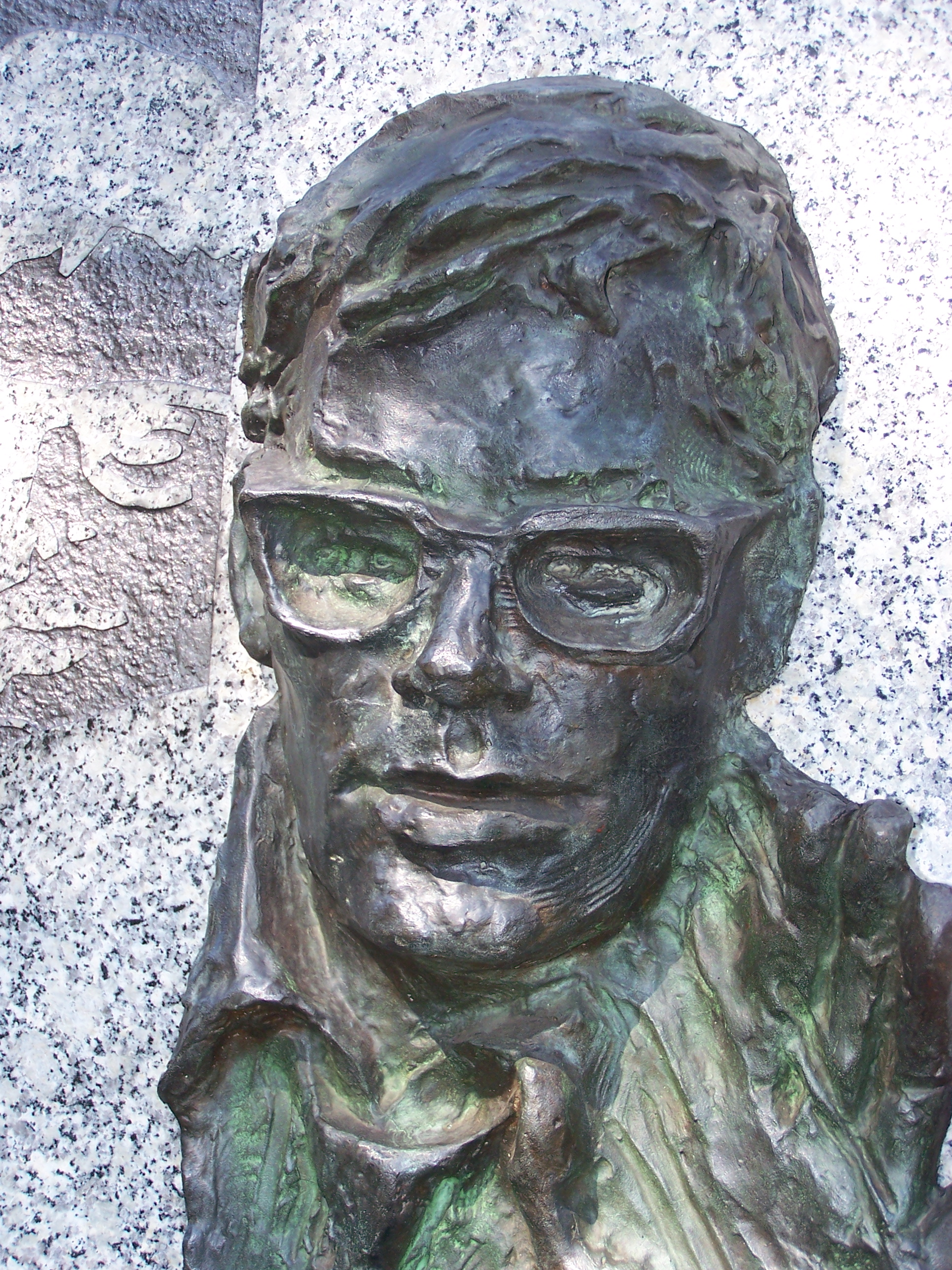
Zbigniew Cybulski (* 3. November)

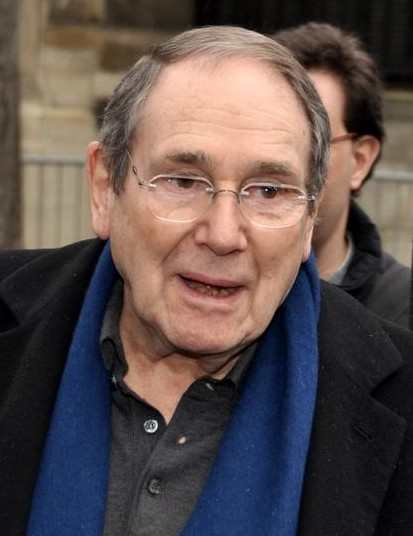
Robert Hossein (* 30. Dezember)

- 01. November: Marcel Ophüls, deutsch-französischer Regisseur und Dokumentarfilmer († 2025)
- 03. November: Zbigniew Cybulski, polnischer Schauspieler († 1967)
- 03. November: Peggy McCay, US-amerikanische Schauspielerin († 2018)
- 08. November: Patti Page, US-amerikanische Schauspielerin († 2013)
- 16. November: Robert Butler, US-amerikanischer Produzent († 2023)
- 17. November: Robert Drasnin, US-amerikanischer Komponist († 2015)
- 18. November: Eldar Rjasanow, sowjetisch-russischer Regisseur, Drehbuchautor und Schauspieler († 2015)
- 20. November: Estelle Parsons, US-amerikanische Schauspielerin
- 24. November: Günter Reisch, deutscher Regisseur, Drehbuchautor und Dozent († 2014)
- 26. November: Jean-Pierre Darras, französischer Schauspieler († 1999)
- 27. November: Peter Lilienthal, deutscher Regisseur und Drehbuchautor († 2023)

- 06. Dezember: Sergio Corbucci, italienischer Regisseur († 1990)
- 11. Dezember: Friedrich G. Beckhaus, deutscher Schauspieler
- 11. Dezember: Mann Rubin, US-amerikanischer Drehbuchautor († 2013)
- 13. Dezember: Geneviève Page, französische Schauspielerin († 2025)
- 15. Dezember: Michael Toost, österreichischer Schauspieler († 1983)
- 17. Dezember: Richard Long, US-amerikanischer Schauspieler († 1974)
- 19. Dezember: Remo Capitani, italienischer Stuntman und Schauspieler († 2014)
- 19. Dezember: Paul Guers, französischer Schauspieler († 2016)
- 29. Dezember: Giorgio Capitani, italienischer Regisseur und Drehbuchautor († 2017)
- 30. Dezember: Robert Hossein, französischer Schauspieler († 2020)

## Gestorben
- 05. September: Marcus Loew, US-amerikanischer Filmindustrieller (* 1870)
- 15. September: Bruno Rahn, deutscher Filmregisseur, Schauspieler und Produzent (* 1887)

- 05. Oktober: Sam Warner, US-amerikanischer Filmproduzent (* 1887)

- 4. Dezember: Sascha Kolowrat-Krakowsky, österreichischer Filmpionier (* 1886)